# Vlaspark
Het Vlaspark is een natuur- en recreatiegebied in de West-Vlaamse plaats Kuurne, met een ingang nabij de Luitenant-Generaal Gérardstraat.
Het betreft een van de weinige nog overgebleven groene gebieden langs de Leie, daar waar ook de Heulebeek in de Leie uitmondt.
Dit gebied omvat de Leiemeersen en was vroeger getekend door de vlasnijverheid. Hier werden de vlasschoven (kapellen) geplaatst, verschenen droogweiden, zwingelfabrieken en vlasroterijen. Er zijn nog drie industriële roterijen annex zwingelarijen uit de jaren '30 van de 20e eeuw behouden gebleven: de roterij Sabbe, en de roterijen van Debruyne en Verschaeve.
In het gebieden zijn paden aangelegd en recreatieve voorzieningen zoals picknickplaatsen en een speeltuintje.